# Max Reger
Johann Baptist Joseph Maximilian Reger (19 tháng 3 1873 - 11 tháng 5 1916) là một nhà soạn nhạc, nhạc trưởng, nghệ sĩ dương cầm, nghệ sĩ đàn trống và giáo viên người Đức.

### Recordings
- Performances of works for organ and solo viola by Max Reger in MP3 format at Logos Virtual Library
- organ works of Max Reger played on virtual organs Lưu trữ ngày 10 tháng 8 năm 2008 tại Wayback Machine

### Music scores
- Bản nhạc miễn phí bởi Max Reger tại Dự án Thư viện Bản nhạc Quốc tế (IMSLP)
- Free scores by Max Reger trong Choral Public Domain Library (ChoralWiki)
- Bản mẫu:MutopiaComposer

Bản mẫu:Modernism (music)